# شكوى

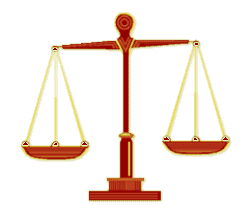

في المصطلحات القانونية، الشكوى هي أي وثيقة رسمية قانونية تحدد الحقائق والأسباب القانونية (انظر: سبب دعوى) التي يقوم طرف/اطراف (مدعي/مدعين) بإيداعها والذي يملك اسباباً تكفي لرفع دعوى ضد طرف/أطراف أخرى (المتهم/متهمين) التي تخول المدعي/مدعين في الانتصاف لحلاً قانونياً(إما لأضرار مالية أو أمر قضائي). على سبيل المثال، القواعد الفدرالية للإجراءات المدنية (FRCP) التي تحكم الدعاوى المدنية في محاكم الولايات المتحدة تنص على أن يتم بدء الاجراء المدني بملأ الوثيقة وتقديمها للمرافعة وتسمى هذه الوثيقة «شكوى». قواعد المحكمة المدنية في الولايات المتحدة التي أدرجت القواعد الفيدرالية للإجراءات المدنية استخدامت نفس المصطلح لنفس المرافعة.
في بعض الولايات القضائية، يمكن أيضا أن تبدأ أنواع معينة من القضايا الجنائية من خلال تقديم شكوى، كما تسمى أحياناً «شكوى جنائية» أو «شكوى جناية». وتتم محاكمة جميع القضايا الجنائية باسم السلطة الحكومية التي تصدر القوانين الجنائية وتفرض قوة الشرطة للدولة بهدف السعي لفرض عقوبات جنائية، مثل الدولة (قد تسمى أحياناً الشعب) أو ولي العهد (في العوالم الكومنولث-رابطة الشعوب البريطانية). في الولايات المتحدة، غالباً ما ترتبط الشكوى بإتهامات جنائية المُقدمة من المدعي العام دون الخضوع لاجراءات هيئة المحلفين الكبرى. في معظم الولايات القضائية الأميركية، تُعرض أداة الاتهام على وتُفوض من قبل هيئة محلفين كبرى باسم «لائحة اتهام».